# Soľnička
Soľnička (em húngaro: Szolnocska) é um município da Eslováquia, situado no distrito de Trebišov, na região de Košice. Tem 6,16 km² de área e sua população em 2018 foi estimada em 225 habitantes.

## Demografia
| Ano:        | 1994 | 2004   | 2014   | 2024   |
| ----------- | ---- | ------ | ------ | ------ |
| Broj ljudi: | 242  | 246    | 237    | 247    |
| Razlika:    |      | +1,65% | -3,65% | +4,21% |

| Ano:               | 2023 | 2024   |
| ------------------ | ---- | ------ |
| Número de pessoas: | 242  | 247    |
| Diferença:         |      | +2,06% |